# Composició (Germanies)
La Composició va ser una multa que es va pagar després de la Germania. Pràcticament la pagà qualsevol persona que no formàs part d'un grup privilegiat. Els agermanats les pagaren per la seva adhesió al moviment i pels suposats delictes que havien comès i els mascarats per haver estat salvats de la revolució popular. Si bé en una primera instància les composicions tenien l'objectiu de sancionar pecuniàriament els particulars, davant la pobresa i escassos béns de molts dels composts, es va passar a exigir el pagament de banda de les universitats de les viles o dels gremis. Així els oficis, a través de les seves institucions gremials, s'hagueren de responsabilitzar dels pagaments. Hi hagué viles que estaren més de quaranta anys a pagar aquest deute.